# ČSD-Baureihe E 469.5
Die ČSD-Baureihe E 469.5 (ab 1988: Baureihe 125.8) sind elektrische Lokomotiven der früheren Tschechoslowakischen Staatsbahnen (ČSD) für die grenzüberschreitende, in russischer Breitspur ausgeführte Bahnstrecke Uschhorod–Haniska. Heute gehören sie zum Bestand der ZSSK Cargo und sind weiterhin auf ihrer Stammstrecke im Einsatz.

## Geschichte
Die Strecke Uschhorod–Haniska wurde 1966 für die Versorgung der neu aufgebauten Ostslowakischen Stahlwerke (heute: U. S. Steel Košice) in Betrieb genommen. Die Strecke wurde nach sowjetischen Standards in russischer Breitspur gebaut. Die Züge wurden zunächst mit Diesellokomotiven der Reihe T 679.5 in zweimal Doppeltraktion bespannt. Zwischen Trebišov und Slančík weist die Strecke eine längere Neigung mit einer Gradiente von 17 Promille auf, wo bei schweren Zügen regelmäßig noch zusätzlich Schiebe- und Vorspannlokomotiven eingesetzt werden mussten. Ständig steigende Verkehrsleistungen führten schließlich 1973 zur Entscheidung, die Strecke zur Kapazitätserhöhung zu elektrifizieren.
Škoda in Plzeň lieferte 1975 insgesamt 22 Doppellokomotiven, die auf der Reihe E 469.3 basieren. Sie erhielten für den Einsatz auf der Breitspurstrecke wegen der höheren Fahrdrahtlage höhergesetzte Stromabnehmer und SA3-Mittelpufferkupplungen. Weitgehend identische Doppellokomotiven mit Regelspurdrehgestellen wurden von 1975 bis 1978 auch nach Polen als Baureihe ET40 geliefert.
Da die Elektrifizierung der vorgesehenen Einsatzstrecke zum Lieferzeitpunkt noch nicht abgeschlossen war, fand die Erprobung und Inbetriebsetzung der Lokomotiven auf dem breitspurigen Abschnitt Tschop–Čierna nad Tisou der Bahnstrecke Lwiw–Stryj–Tschop in der Sowjetunion statt. Erst ab 16. Dezember 1976 konnte der elektrische Betrieb zwischen Trebišov und Haniska aufgenommen werden und die Lokomotiven wurden dorthin umgesetzt. Ab 1978 bewältigten sie den gesamten Verkehr zwischen Uschhorod und Haniska.
Die Lokomotive E 469.5009/5010 wurde 1985 infolge eines Auffahrunfalls in der Ausweiche Pawlowo ausgemustert und verschrottet. 1988 erhielten die Lokomotiven die neue EDV-gerechte Baureihenbezeichnung 125.8.
In Folge der Dismembration der Tschechoslowakeizum 1. Januar 1993 kamen die Lokomotiven in den Bestand der neu gegründeten Železnice Slovenskej republiky (ŽSR). Seit 2005 gehören sie dem ausgegliederten, staatlichen Eisenbahnverkehrsunternehmen ZSSK Cargo.
Von den ursprünglich 22 Doppellokomotiven werden noch 18 betriebsfähig vorgehalten. Drei weitere sind abgestellt und dienen als Ersatzteilspender.

## Technische Merkmale
Die Doppellokomotiven bestehen aus jeweils zwei identischen Hälften, die auch einzeln einsetzbar sind und jeweils eigene Betriebsnummern tragen. Grundsätzlich laufen immer zwei Lokomotiven mit aufeinanderfolgenden Betriebsnummern zusammen.
Technisch entsprechen die Lokomotiven dem letzten Entwicklungsstand der ersten Generation elektrischer Lokomotiven von Škoda in klassischer Serien-Parallel-Schaltung der Fahrmotoren mit Feldschwächung und Anfahrwiderständen sowie modifiziertem Sécheron-Lamellenantrieb. Ein auffälliger äußerer Unterschied zu den vergleichbaren regelspurigen Lokomotiven sind die höher gesetzten Scherenstromabnehmer für den Betrieb unter einer Fahrleitung mit einer Systemhöhe von sechs Metern über Schienenoberkante, die auf Konsolen angeordnet sind. Am führerstandslosen Ende sind die Lokomotiven mit SA-3-Mittelpufferkupplungen gekuppelt, dazu gibt es einen mit Gummiwulst geschützten Übergang für das Lokomotivpersonal.

## Einsatz

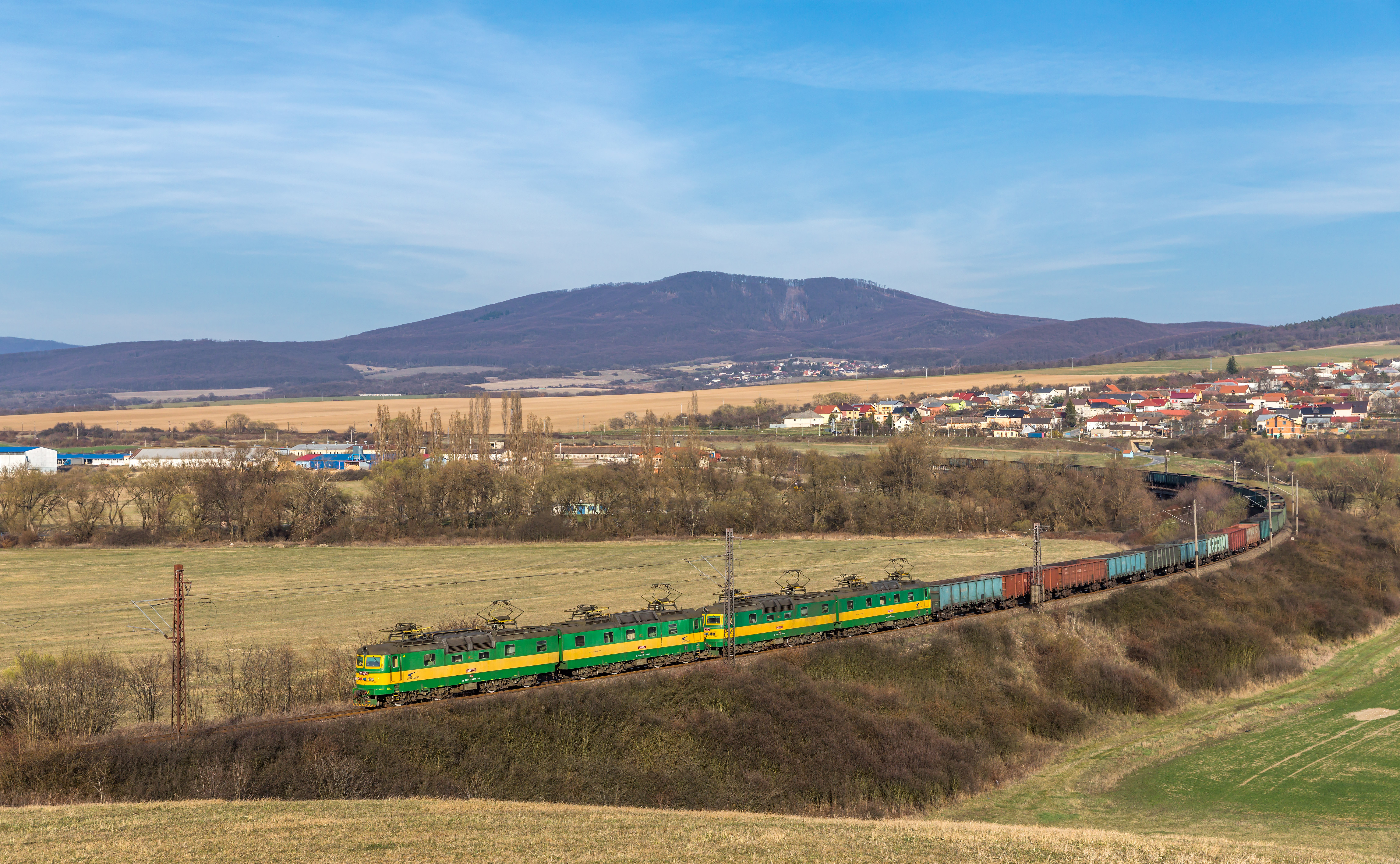
Beladener Erzzug aus der Ukraine bei Nižná Myšľa. An der Zugspitze laufen die Lokomotiven 125 827, 828, 829 und 830. (2019)

Die Lokomotiven verblieben stets auf ihrer Stammstrecke. Züge aus der Ukraine werden seit den 1990er Jahren im Bahnhof Maťovce ŠRT von der Ukrsalisnyzja übernommen und bis Haniska pri Košiciach oder direkt bis ins Stahlwerk befördert. Grenzüberschreitende Einsätze von und nach Uschhorod finden nicht mehr statt. Neben den Erzzügen werden auch die Kohlezüge zum Kraftwerk Vojany und in jüngerer Zeit auch Containerganzzüge bis zum Umladebahnhof in Haniska bespannt. Die über 4000 Tonnen schweren Erzzüge werden jeweils mit zwei Doppellokomotiven in Doppeltraktion an der Zugspitze befördert. Im Steigungsabschnitt zwischen Trebišov und Slančík kommt eine zusätzliche Schiebelokomotive zum Einsatz.